# Lonchura atricapilla
O manon-cabeça-negra (Lonchura atricapilla) é uma ave da família Estrildidae.

## Características
São aves pacificas, e relativamente pequenas cerca de 8-12 centímetros, habitam locais abertos.
Alimentam-se basicamente de sementes, e sua postura é de 4 a 10 ovos por reprodução.
Suas principais características são o bico cinza, cabeça e peito preto/marrom. Algumas raças têm uma barriga preta e uma tonalidade amarelada ou alaranjada para a cauda. Os juvenis são um monótono canela/marrom.

## Área de distribuição
Índia, China, Myanmar (Birmânia), Nepal, Tailândia, Malásia, Sulawesi, Amboina, Muna, Filipinas, Taiwan, ilha de Sumatra, Bornéu.[carece de fontes?]

## Distinção entre os sexos
Macho e fêmea são iguais, porém só o macho canta.